# Lucy Worsley
Lucy Worsley (Reading, 18 de diciembre de 1973) es una historiadora, escritora, conservadora y presentadora de televisión británica. Worsley es una de las principales curadoras de la organización Historic Royal Palaces. Es conocida por su papel como presentadora de series históricas de la BBC Television.

## Biografía
Worsley nació en Reading, Berkshire, hija de Peter y Enid Worsley. Su padre enseñaba geología en la Universidad de Reading, mientras que su madre era una consultora en políticas educativas. En una entrevista en The Lady Magazine, Worsley cuenta que su madre es su gran ejemplo, porque gracias a ella se convirtió en una buena feminista. Esta perspectiva feminista se refleja en los programas que ha creado para la BBC, como la serie ‘Harlots, Housewives and Heroines’.
Antes de entrar en la universidad, Worsley ha ido a The Abbey School en Reading, St. Bartholomew’s School en Newbury y West Bridgford School en Nottingham. Estudió Historia Antigua y Moderna en New College en Oxford. Se graduó en 1995 con un BA First-class Honours Degree. En 2001, recibió el título de doctor en Filosofía de la Universidad de Sussex. Ahora Worsley vive en Southwark en la orilla del río Támesis en el sur de Londres. Vive con su marido, el arquitecto Mark Hines con que se casó en noviembre de 2011.

## Carrera

### Conservadora y académica
El primer trabajo que Worsley realizó era en la casa histórica de Milton Manor, cerca de Abingdon, en el verano del año 1995. Aquí trabajó como conservadora e hizo visitas guiadas por la mansión. Su segunda ocupación fue para la Society for the Protection of Ancient Buildings. En este empleo, trabajó en la sección de molinos de agua y molinos de viento. Uno de los eventos que ayudó organizar era el National Mills Day. 
Por un periodo de cinco años, del 1997 hasta el 2002, fue inspectora de edificios históricos para la English Heritage Trust en la región de las Tierras Medias Orientales. Mientras que estaba trabajando para esta fundación, también estudiaba la vida de Guillermo Cavendish, el primer duque de Newcastle. Escribió la English Heritage Guide sobre su casa, el Castillo de Bolsover. Haber estudiado este personaje histórico, escribió el tesis titulado ‘The Architectural Patronage of William Cavendish, first duke of Newcastle, 1593-1676’. Para este tesis, recibió el título de doctor en Filosofía de la Universidad de Sussex. Luego, en 2007, convirtió su tesis en el libro titulado ‘Cavalier: A Tale of Chivalry, Passion and Great Houses’. En 2002 también trabajo durante un periodo breve para los Museos de Glasgow.
En 2002, empezó a trabajar como jefe conservadora en el Historic Royal Palaces donde sigue trabajando hasta el día de hoy. El Historic Royal Palaces es la organización benéfica independiente responsable para el mantenimiento del Torre de Londres, el Palacio de Hampton Court, los Apartamentos del Estado del Palacio de Kensington, al Casa del Banquete en Whitehall y el Palacio y los Jardines de Kew. Uno de los mayores proyectos que supervisaba era la restauración de los Apartamentos del Estado del Palacio de Kensington y sus jardines entre 2012 y 2018. Esta restauración costó 12 millones de libras esterlinas. La restauración incluía las habitaciones de las princesas Margarita y Diana. 
Contrariamente a la opinión pública común, Worsley cree que la princesa Diana sigue teniendo importancia histórica aunque perdió su importancia en el presente. Por eso, la princesa Diana no recibió su propia sala de exhibición. Worsley describe el Palacio de Kensington como un lugar donde siempre había princesas infelices debajo de la presión de entregar un heredero varón.
En 2005, fue elegida investigadora principal el Institute of Historical Research de la Universidad de Londres. También era apuntada profesor visitante en la Universidad Kingston.

### Televisión
Desde el año 2011, hasta el día de hoy, Worsley trabaja para la BBC. El primer programa que presentaba ella misma, era ‘If Walls Could Talk’ en el que exploraba la historia de casas británicas desde las de los campesinos hasta los palacios reales. El tema de casas y hogares es un tema recurrente en los programas de televisión que fabrica para la BBC. En 2011, también presentó la serie ‘Elegance and Decadance’.
En 2012, presentó una serie con Mark Hill, un experto de antigüedades y objetos coleccionistas. Este programa se llamó ‘Antiques Uncovered’. Al mismo tiempo, también se transmitió en la BBC una serie de Worsley titulada ‘Harlots, Housewivese and Heroines’. Esta serie trató de las vidas de mujeres después de la Guerra Civil británica y la Restauración inglesa del rey Carlos II. Es evidente que aquí más una vez vemos el interés de Worsley en la vida de mujeres en el pasado, un tema poco comentado por otros historiadores. Así Worsley desempeña un papel en hacer visible las vidas de mujeres para un público muy amplio. No es casualidad entonces que el eslogan del programa es ‘A 17th Century History for Girls’. Luego, presentó un documental sobre la obra de Dorothy Hartley titulada ‘Food in England’. El libro de Harley del año 1954, ha tenido una influencia importante en la cocina inglesa de hoy en día. 
La serie BBC ‘A Very British Murder’ examinó la obsesión nacional con el asesinato. La serie investigó un número de casos del siglo XIX, por ejemplo los Ratcliff Highway Murders que recibió attencion nacional en 1811, el Asesinato del granero rojo en 1826 y el Bermondsey Horror de Frederick y Maria Manning en 1849.
En 2014, la serie trilogía de ‘The First Georgians: The German Kings Who Made Britain’ exploraba las contribuciones de los reyes nacidos en Alemania Jorge I y Jorge II. La serie explicó porque el rey hannoveriano Jorge I era elegido monarca británico, como era sucedido por su hijo muy diferente Jorge II y porque, sin ellos, el Reino Unido hubiera sido un lugar muy diferente. La serie puso énfasis en la influencia positiva de esos reyes, mientras que también mostraba los defectos de ellos. ‘A Very British Romance’, una serie trilogía para BBC Four, era basada en las novelas románticas para descubrir las fuerzas que dan forma a la idea británica de vivir ‘felices para siempre’ y como nuestros sentimientos eran afectados por ideas sociales, políticas y culturales. 
En 2016, Worsley presentó un documental ‘Empire of the Tsars: Romanov Russia’ en enero. En septiembre de 2016, filmaba una serie ‘A Very British History’ para la BBC Four. En 2017, presentó una serie trilogía titulada ‘British History’s Biggest Fibs with Lucy Worsley’, desacreditando perspectivas históricas de las Guerras de las Dos Rosas, la Revolución Gloriosa británica y la Ocupación británica de India. 
En 2019, Worsley presentaba ‘American History’s Biggest Fibs’, estudiando la historia de la fundación de los Estados Unidos y la Revolución Americana, la guerra civil estadounidense y la Guerra Fría.
Durante febrero y marzo de 2020, la primera serie de ‘Royal History’s Biggest Fibs’ era transmitido en la BBC Four. La serie trilogía descubre como la historia de la Reforma protestante, la Armada Invencible, la Reina Ana y el Acta de Unión eran manipulados y mitificados. En noviembre de 2020, la segunda serie de ‘Royal History’s Biggest Fibs’ era transmitido en la BBC Dos, hablando de los mitos detrás de la Revolución francesa, George IV y la Revolución rusa. 
En 2022, ‘Lucy Worsley Investigates ‘volvió en la televisión. El programa de una hora investiga los eventos más importantes de la historia británica, incluyendo la Peste negra, la Locura del Rey Jorge, y la Príncipes de la Torre.

## Publicaciones
Worsley ha publicado varios libros, muchos de ellos basados en hechos históricos.
En 2014, BBC Books publicó su libro A Very British Murder,  basado en la serie. 
En 2017, Worsley publicó una biografía de la escritora Jane Austen titulada Jane Austen at Home: A Biography, que ofrece una fascinante mirada al mundo de Jane Austen a través de la lente de los hogares en los que vivió y trabajó a lo largo de su vida. El resultado es una exploración matizada del género, la creatividad y la domesticidad.
Worsley también escribió libros para jóvenes adultos. Aunque no tiene hijos, declaró en una entrevista para The Telegraph en 2016: "En realidad las niñas son algunas de las personas que más me importan. Quiero que el mundo sea un lugar mejor para las niñas, y esta es mi pequeña contribución". Así, se preocupa por escribir libros feministas para adolescentes con el fin de empoderarlas desde su corta edad.
Escribió Lady Mary, un libro basado en la historia que detalla la vida de María I, hija de Enrique VIII y Catalina de Aragón; la sigue como una joven princesa María y cuenta la historia del divorcio de Enrique VIII y Catalina de Aragón desde sus ojos.
Su otro libro para jóvenes adultos, Eliza Rose publicado en abril de 2016, también inspirado en la historia, cuenta la historia de Catalina Howard, la quinta esposa del rey Enrique VIII, que fue enviada a la muerte por supuesto adulterio por su propio marido sólo un año después de casarse, cuando probablemente era sólo una adolescente. Fue ejecutada en la Torre de Londres en 1542. Uno de sus intentos en esta novela es subrayar que en esta época, para las muchachas, el camino hacia el poder está en los afectos del rey, o de cualquier otro hombre.
Otro libro que escribió y que es más para niños es My Name is Victoria sobre los pasos de la reina Victoria, en particular cuando subió al trono a los 18 años, que trata de la forma tan curiosa en que creció.

## Podcasts de la BBC
En 2022, Lucy Worsley produjo una serie de podcasts de diez  partes, con un episodio extra, bajo el nombre de ‘Lady Killers With Lucy Worsley’. Con un equipo de mujeres detectives, investigó los crímenes de mujeres victorianas desde una perspectiva contemporánea y feminista.
De este modo, se acercaron a los crímenes de la primera asesina en serie de Gran Bretaña, Mary Ann Cotton ; pero también a los de una madre desesperada que se vio empujada a cometer un horrendo triple asesinato, Esther Lack.

## Controversia
En agosto de 2020, Worsley tuvo que enfrentarse a las reacciones por el uso de la palabra "negro" en la reemisión de su documental American History’s Biggest Fibs. El programa abordaba el duro tema de la confederación y la libertad de los esclavos. Worsley recitó durante el episodio una cita de John Wilkes Booth, el asesino de Abraham Lincoln, que incluía el uso de esta palabra que en el contexto anglosajón tiene una carga semántica peyorativa. Sin embargo, muchos consideraron que la presentadora debería haber censurado la cita.
Para mayor precisión, John Wilkes Booth es conocido por haber asesinado al presidente Abraham Lincoln debido a su opinión de que las personas de color deberían tener el derecho al voto. El presidente Lincoln era conocido por abolir la esclavitud y su discurso de 1865 hablaba de su libertad, lo que llevó al conocido racista John a planear su asesinato. Se cita a John diciendo días antes del asesinato: “Eso significa la ciudadanía de los [la palabra con N]. Por Dios, es el último discurso que pronunciará.”
Tras las reacciones en las redes sociales, Worsley tuiteó que “no era aceptable y me disculpo”. Un portavoz de la BBC dijo que “la presentadora Lucy Worsley dio una clara advertencia a la audiencia antes de citar a John Wilkes Booth ya que el término claramente tiene el potencial de causar ofensa”.
A raíz de la polémica, más de un centenar de profesionales británicos negros han redactado una carta abierta en la que piden un boicot de 24 horas a la BBC por el uso de la palabra con N, una palabra históricamente discriminatoria hacia la raza negra. El miércoles 19 de agosto se llevó a cabo el Black Out Wednesday de la BBC. Las InfluencHers, un grupo de mujeres profesionales británicas de origen africano y caribeño afirmaron que la corporación tenía mucho más trabajo que hacer.

## Premios y Honores
•	En febrero de 2015, la Royal Television Society nominó Worsley para el premio de Mejor Presentadora y The First Georgians para el premio del mejor programa sobre Historia.
•	En julio de 2015, Worsley recibió el título honorario de doctor de las Letras de la Universidad de Sussex.
•	Worsley fue nombrada Officer of the Order of the British Empire en 2018 por sus servicios para la historia y el patrimonio. La investitura por el Príncipe Carlos de Gales tuvo lugar en el Palacio de Buckingham.